# Trzeci sobór buddyjski
Trzeci sobór buddyjski – został zwołany około 250 roku p.n.e. w mieście Asokarma w Patiliutta (dziś Patna), prawdopodobnie pod patronatem cesarza Asioki. Powodem zwołania trzeciego soboru była konieczność pozbycia się korupcji i fałszywych mnichów mających heretyckie poglądy. Głównym przewodniczącym soboru był Moggaliputta Tissa. Oprócz niego  brało w nim udział tysiąc innych mnichów. Sobór ten nie był zaakceptowany przez wszystkie szkoły spoza tradycji therawady.

## Tło historyczne
Tło historyczne od strony theravady wyglądało następująco: Cesarz Asioka został koronowany 280 lat po wstąpieniu przez Buddę w stan nirwany. I najpierw składał hołd wspierając dharmę i sanghę. W dowód przyjaźni, także sponsorował członków innych sekt religijnych tak, jak to robił jego ojciec. Wszystko to się zmieniło, gdy spotkał mnicha nowicjusza rodha, który ogłosił go Appamada-vagga. Po tym zaprzestał on sponsorowania innych grup religijnych. Jego zainteresowanie i oddanie Dharmie się pogłębiło. Użył wówczas ogromnych środków i wybudował 84 tys. pagód i vihar oraz rozrzutnie wspierał bhikkhu. Natomiast syn Mahinda i córka Sanghamitta zostali wyświeceni do zarządzania Sangą.
Ostatecznie jego hojność spotkała się z poważnymi problemami ze strony Sangi. Przez ten czas zakon został infiltrowany przez wielu ludzi o heretyckich poglądach, dla których zakon stał się atrakcyjny przez wzgląd na hojne wspieranie przez cesarza, oferującego kosztowne schronienie, lekarstwa, jedzenie, ubrania. Duża ilość niewiernych chciwych ludzi, popierających błędne poglądy próbowała dołączyć do klasztoru, ale byli uważani za niegodnych wyświecenia.
Pomimo tego zwiększyli szanse, żeby wykorzystać hojność cesarza dla swych szat i własności, jak i wstępowania do zakonu bez odpowiednich wyświęceń, w efekcie czego zmalał szacunek do Sangi. Gdy wyszło to na światło dzienne, prawdziwi mnisi zaczęli odmawiać kontynuowania praktyk oczyszczających lub ceremonii Uposatha w gronie skorumpowanych głoszących herezje mnichów.
Kiedy cesarz o tym usłyszał, zaczął szukać sposobu by zmienić zaistniałą sytuację, po czym wysłał jednego ze swych ministrów do mnichów z nakazem rozpoczęcia ceremonii. Lecz cesarz nie dał ministrowi sprecyzowanych rozkazów odnośnie do miejsca, którego owe rozkazy dotyczyły. A mnisi mimo wszystko odmówili posłuszeństwa i rozpoczęcia ceremonii wśród fałszywych mnichów.
W akcie desperacji minister postanowił podporządkować szeregi zbuntowanych mnichów używając swojego miecza. Zaczął ścinać głowy jedną po drugiej dopóki dopóty nie dotarł do brata cesarza Lissy, który również był wyświęcony. Przerażony minister przerwał rzeź i uciekł zdać relacje cesarzowi. Asoka był głęboko wstrząśnięty tym, co się stało, obwiniał się za te mordy i szukał pomocy u swojego doradcy Thera Moggaliputta Tissa. Doradził on by wypędzić fałszywych mnichów i niezwłocznie zwołać trzeci sobór buddyjski.

## Trzeci sobór buddyjski
Po 70 latach panowania cesarza Asoki trzeci sobór buddyjski został zwołany. Thera Moggaliputta Tissa przewodniczący obrad i tysiąc mnichów wybranych spośród sześćdziesięciu tysięcy uczestników w celu tradycyjnego recytowania Dharmy i Vinayi, które zniknęły na 9 miesięcy. Cesarz Aśoka osobiście przepytywał mnichów z wybranych klasztorów o nauki Buddy. Ci z nich, którzy podtrzymywali błędne poglądy byli narażeni na natychmiastowe wydalenie z Sangi. W ten oto sposób pozbyto się nieprawdziwych wyznających błędne poglądy mnichów. Na Soborze osiągnięto równie wiele innych, równie ważnych celów. Starszy Moggaliputta Tissa, żeby obalić heretyków i zapewnić Dharmie przejrzystość, przestrzegał księgi podczas soboru nazywanej Kathavatthu. Księga ta zawiera 23 rozdziały, jest zbiorem rozważań na temat kwestii spornych. Pomagało to obalać hermetyczne poglądy utrzymywanych przez wiele filozoficznych sekt. Kathavatthu jest piątą z siedmiu ksiąg Abhidhamma Pitaka.
Członkowie soboru dawali również królewskie potwierdzenie buddyjskich doktryn nazywanych Vibhajjavada. Doktryna Analizowania jest identyczna z doktryna theravady.

## Emisariusze
Jedno z najbardziej znaczących osiągnięć przypisywanych w tradycji theravady dla tych zgromadzeń dharmy, i jedno, które przyniosło owoce na wieki było wysłanie przez cesarza 4 mnichów biegłych w Dharmie i znajomości Vijany, którzy potrafili uczyć prosto z serca, do 9 różnych krajów.
| Nazwa państwa                                                  | Imię misjonarza              |
| -------------------------------------------------------------- | ---------------------------- |
| (1) Kasmira-Gandhara                                           | Majjhantika/Mahyantika Thera |
| (2) Mahisamandala (Mysore)                                     | Mahadeva Thera               |
| (3) Vanavasi                                                   | Rakkhita Thera               |
| (4) Aparantaka (północny Gujarat, Kathiawar, Kachch and Sindh) | Yona-Dhammarakkhita Thera    |
| (5) Maharattha (Maharastra)                                    | Mahadhammarakkhita Thera     |
| (6) Yona (Grecja)                                              | Maharakkhita Thera           |
| (7) Himavanta (Obszar w Himalajach)                            | Majjhima Thera               |
| (8) Suvannabhumi (Mjanma / Mon) / Tajlandis)                   | Sona Thera i Uttara Thera    |
| (9) Lankadipa (Sri Lanka)                                      | Mahamahinda Thera            |

Rozprzestrzenianie się Dharmy odniosło wielki sukces na Sri Lance, w Kaszmirze i w Gandharze powodując wieloletnie utrzymanie się buddyzmu w tych kulturach. Nie jest dokładnie wiadomo, w jaki sposób wpłynęły na Grecję i Egipt, ale niektórzy autorzy mówią o jakimś poziomie synkretyzmu pomiędzy hellenistyczną myślą a buddyzmem. Mogły być zapoczątkowane na hellenistycznych ziemiach, były to podstawy do zaprezentowania buddyjskich społeczeństw w całym hellenistycznym świecie, a szczególnie w Aleksandrii przedchrześcijańskim monastycznym zakonem Therapeutae (prawdopodobnie odmiana słowa pali ”therawada”) który był prawie w całości inspirowany naukami Buddy oraz ich praktykującymi ascetami (Robert Linssen).
Prawdopodobnie nagrobki z okresu Ptolemaitycznego (?) znalezione także w Aleksandrii zdobione były symbolami Dharmy, np. Kołem Dharmy. (Tarn, "The Greeks in Bactria and India") Wyjaśniając obecność buddyzmu w Aleksandrii, niektórzy badacze zwracali uwagę na to, że „zdarzyło się to w późniejszym czasie, gdy w tym właśnie miejscu najbardziej aktywne centra chrześcijaństwa miały już ugruntowana pozycje” (Robert Linssen "Zen living").